# NGC 6600
NGC 6600 је лентикуларна галаксија у сазвежђу Херкул која се налази на NGC листи објеката дубоког неба.
Деклинација објекта је + 24° 54' 47" а ректасцензија 18h 15m 42,9s. Привидна величина (магнитуда) објекта NGC 6600 износи 12,8 а фотографска магнитуда 13,8. NGC 6600 је још познат и под ознакама NGC 6599, UGC 11178, MCG 4-43-19, CGCG 142-31, NPM1G +24.0462, PGC 61655.